# Literatura polska – dwudziestolecie międzywojenne

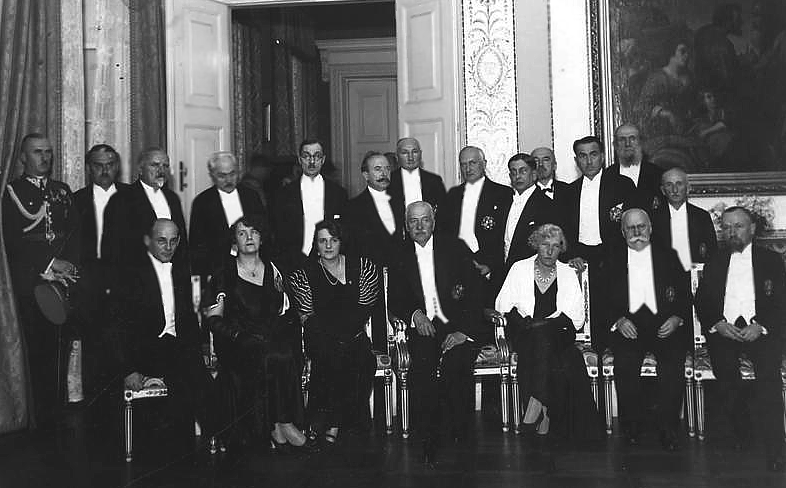
Inauguracyjna sesja Polskiej Akademii Literatury w 1933 roku z udziałem Prezydenta Rzeczypospolitej Polskiej Ignacego Mościckiego

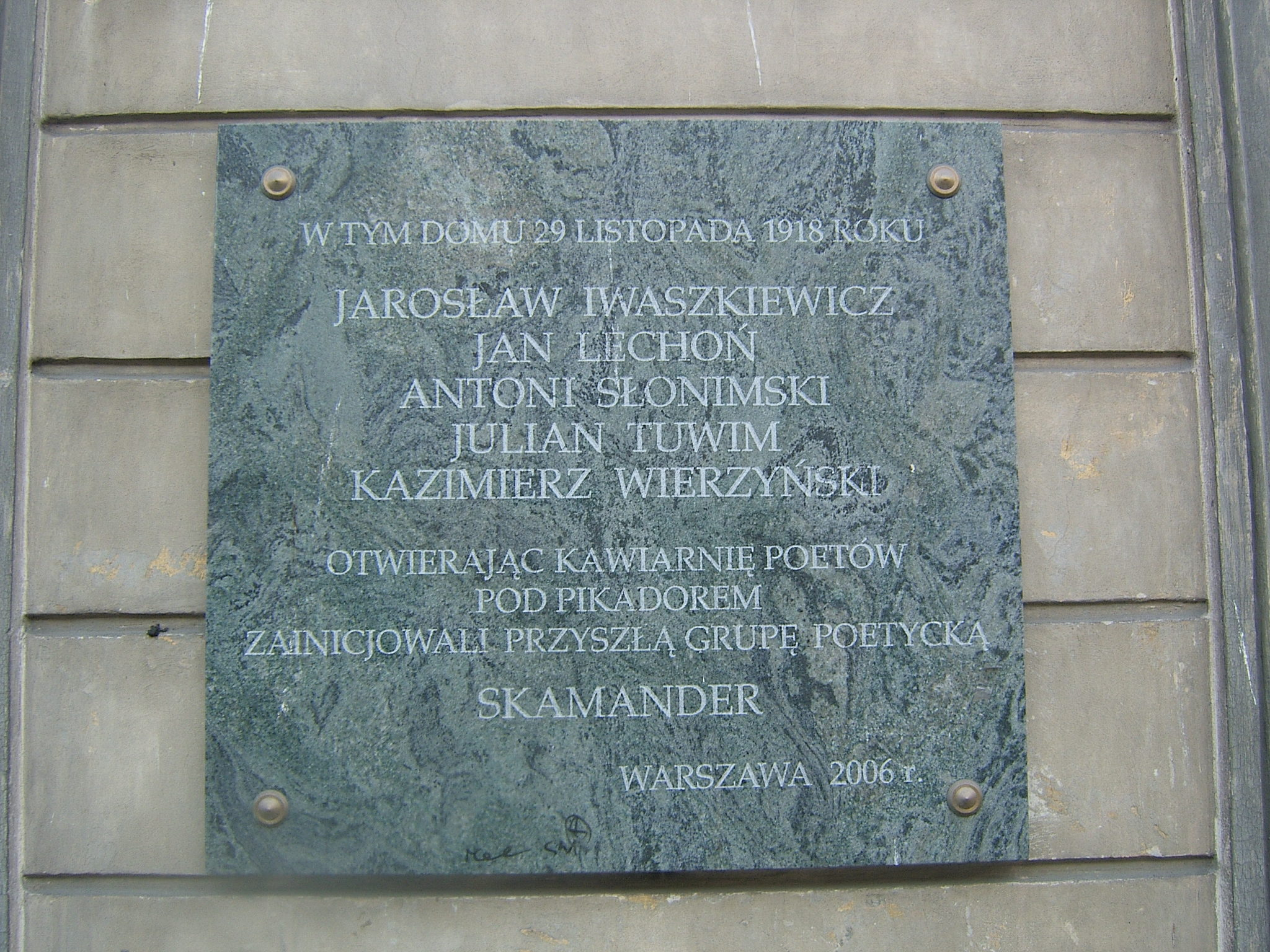
Tablica upamiętniająca powstanie grupy Skamander, najbardziej liczącego się ugrupowania poetyckiego w dwudziestoleciu międzywojennym

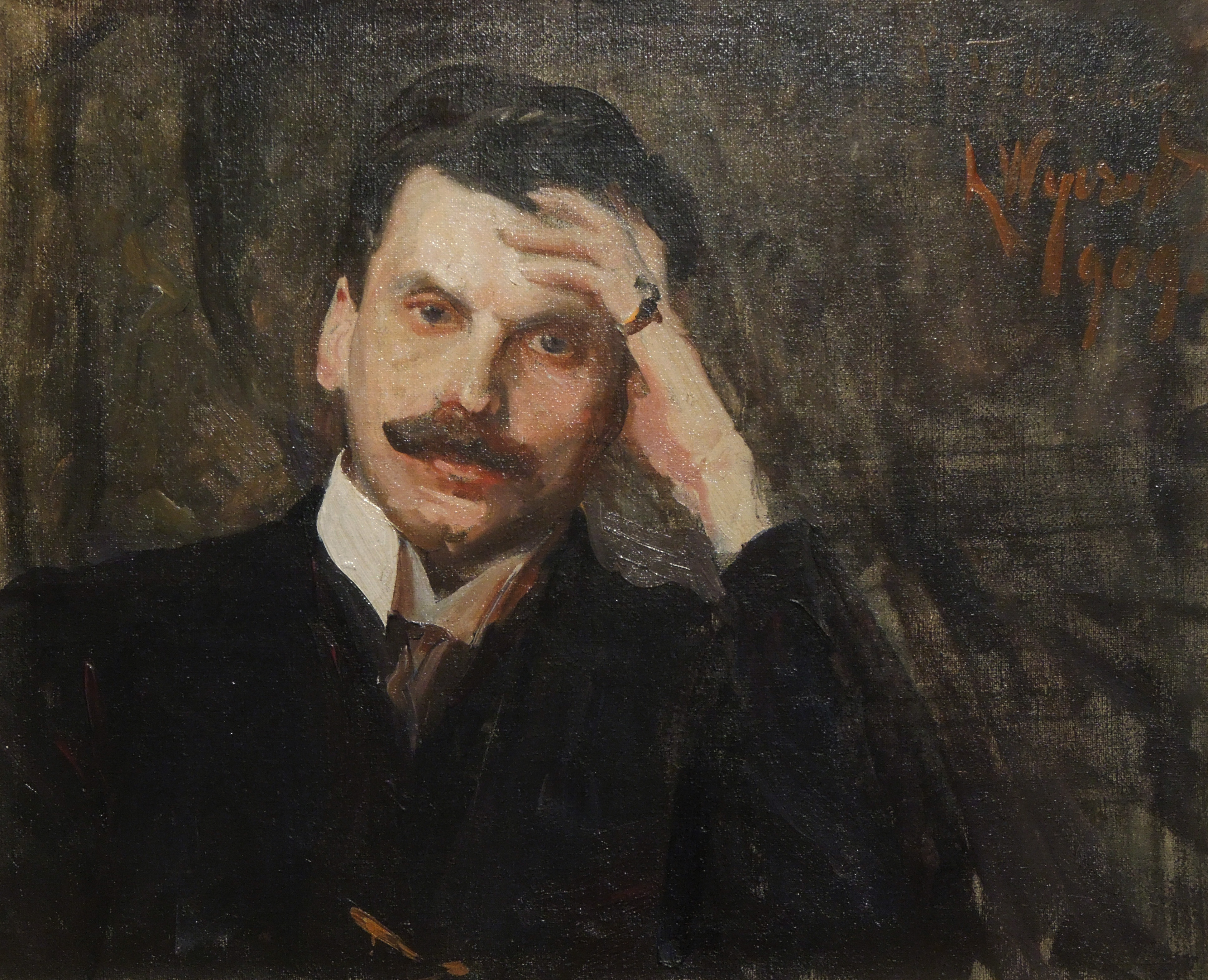
Leon Wyczółkowski, Portret Tadeusza Boya-Żeleńskiego, 1907

Literatura polska w dwudziestoleciu międzywojennym – epoka literacka w historii polskiej literatury, przypadająca na lata od odzyskania niepodległości (1918) do wybuchu II wojny światowej (1939).

## Podział literatury ze względu na charakter zjawisk w niej występujących
Odzyskanie przez Polskę niepodległości w 1918 roku po ponad stuletnim okresie zaborów stworzyło nowe warunki dla rozwoju polskiej kultury i literatury. W 1920 roku powstał Związek Zawodowy Literatów Polskich, zaś w 1924 roku została powołana polska sekcja PEN Clubu reprezentująca polską literaturę na forum międzynarodowym.
Literatura międzywojenna nie była jednolita. Pod względem charakteru zjawisk literackich można ją podzielić na dwa różne okresy. Pierwszy z nich, przypadający na lata dwudzieste XX wieku, charakteryzowały: optymizm, wielka radość i euforia z powodu zakończenia wojny i odzyskania wolności, a także wizja świetlanej przyszłości dla Polski i świata, radość życia, pochwała witalności. Ów optymizm widoczny jest szczególnie w twórczości poetów związanych z grupą Skamander, których utwory wyrażają radość i fascynację codziennością.
Drugi okres, przypadający na lata trzydzieste, zaznaczył się stopniowo narastającym poczuciem kryzysu cywilizacji i ogólnego pesymizmu. Było to spowodowane szokiem, jakim dla ludzi ówczesnych była recesja gospodarcza lat trzydziestych, zwana wielkim kryzysem, która objęła cały świat nie wyłączając Polski, odbierając ludziom poczucie stabilizacji i bezpieczeństwa. Dodatkowo w tym okresie nastąpił wzrost potęgi państw totalitarnych, takich jak III Rzesza i ZSRR, co budziło uzasadnione obawy o bezpieczeństwo Polski i świata. Pesymizm miał też inne przyczyny, psychologiczno-społeczne – wynikające z upadku wartości w życiu ludzkim, jaki w tym okresie był zauważalny, oraz z sytuacji człowieka w społeczeństwie i jego relacji z innymi ludźmi. Wszystkie te czynniki zaowocowały rozwojem literatury katastroficznej, która najpełniej wyraziła się w twórczościach Stanisława Ignacego Witkiewicza oraz poetów Awangardy Krakowskiej. Ich czarne przepowiednie zrealizowały się częściowo w 1939 roku, kiedy wybuchła II wojna światowa.

## Proza polska okresu międzywojennego
Proza polska dwudziestolecia międzywojennego w swoim początkowym okresie była zdominowana przez pisarzy, którzy debiutowali jeszcze w epoce Młodej Polski, takimi jak: Stefan Żeromski (Przedwiośnie), Wacław Berent, Władysław Orkan, Andrzej Strug (Pokolenie Marka Świdy) oraz Władysław Stanisław Reymont, który w 1924 otrzymał Literacką Nagrodę Nobla. Pełnię talentu w tym okresie rozwinęli: Zofia Nałkowska (m.in. Granica), Juliusz Kaden-Bandrowski (Czarne Skrzydła, Generał Barcz), Maria Dąbrowska (m.in. Noce i dnie), Jarosław Iwaszkiewicz (m.in. Młyn nad Utratą), Maria Kuncewiczowa (Cudzoziemka), Pola Gojawiczyńska (Dziewczęta z Nowolipek), Jan Parandowski (Niebo w płomieniach) i wielu innych. Odrębne miejsce w prozie dwudziestolecia zajmowała Zofia Kossak-Szczucka, której Krzyżowcy zapewnili jej trwałe miejsce w polskiej literaturze. Wśród debiutantów największy rozgłos zyskali: Jerzy Andrzejewski, Teodor Parnicki (Aecjusz ostatni Rzymianin) oraz Emil Zegadłowicz (Zmory). Dużą poczytnością cieszyła się Zazdrość i medycyna Michała Choromańskiego oraz reportaże Melchiora Wańkowicza. Spośród pisarzy związanych z lewicą rozgłos zyskał Leon Kruczkowski, dzięki powieści Kordian i cham. Najbardziej nowatorskie pod względem formy były utwory Stanisława Ignacego Witkiewicza, które przepojone były nastrojem katastrofizmu (m.in. Nienasycenie) oraz Witolda Gombrowicza (Ferdydurke) i Brunona Schulza (Sklepy cynamonowe, Sanatorium pod Klepsydrą).
Odrębne miejsce zajmowała literatura popularno-rozrywkowa, przeznaczona dla szerokiego kręgu czytelników. Najwybitniejszym przedstawicielem tego nurtu literatury dwudziestolecia był Tadeusz Dołęga-Mostowicz – autor licznych popularnych powieści, takich jak: Kariera Nikodema Dyzmy, Znachor, czy Doktor Murek zredukowany, gdzie obok sensacyjnej fabuły znaleźć można było satyryczne spojrzenie na ówczesną politykę i społeczeństwo. Innymi twórcami literatury rozrywkowej byli m.in.: Antoni Marczyński – autor powieści sensacyjno-kryminalnych, Irena Zarzycka – autorka lekkich romansów oraz Stefan Grabiński – twórca literatury fantastyki i grozy. Dynamicznie, zwłaszcza w latach 30., rozwija się polska powieść kryminalna. Dużą poczytnością cieszyły się książki podróżniczo-przygodowe Ferdynanda Ossendowskiego.
W dziedzinie twórczości dla dzieci i młodzieży na czoło wysuwał się Kornel Makuszyński autor takich powieści jak: Szatan z siódmej klasy, Awantura o Basię, O dwóch takich, co ukradli księżyc, Panna z mokrą głową. Twórczość dziecięco-młodzieżową uprawiali też: Janusz Korczak (m.in. Król Maciuś Pierwszy), Maria Kownacka, Jan Brzechwa, Janina Porazińska i wielu innych.

## Poezja
W poezji dwudziestolecia międzywojennego, podobnie jak w prozie, początkowo dominowali twórcy debiutujący w okresie Młodej Polski. Byli to między innymi: Bolesław Leśmian (Napój cienisty), Leopold Staff (Ucho igielne) oraz Jan Kasprowicz. Z czasem do głosu zaczęło dochodzić nowe pokolenie, z którego największą poczytnością cieszyli się twórcy związani z grupą Skamander: Jan Lechoń, Julian Tuwim (m.in. Jarmark rymów), Antoni Słonimski, Jarosław Iwaszkiewicz oraz Kazimierz Wierzyński, który w 1932 roku otrzymał nagrodę poetycką IX Olimpiady. Oryginalną poezję tworzyły też: Maria Pawlikowska-Jasnorzewska, która do swoich liryk wprowadziła elementy erotyczne, nową składnię i obiegowe zwroty oraz Kazimiera Iłłakowiczówna, w której twórczości brzmiała nuta głębokiej religijności.
Pod znakiem awangardy rozwijali swoją twórczość m.in.: Julian Przyboś, Tadeusz Peiper, Anatol Stern i Bruno Jasieński.

## Twórczość dramatyczna
W dziedzinie dramatu przodowali: Jerzy Szaniawski (Żeglarz, Most, Adwokat i róże), Karol Hubert Rostworowski (trylogia: Niespodzianka, Przeprowadzka i U mety), Jarosław Iwaszkiewicz, Adolf Nowaczyński, Stanisława Przybyszewska, Bruno Jasieński (Bal manekinów) oraz Stanisław Ignacy Witkiewicz, którego dramaty Kurka wodna, Jan Maciej Wścieklica i inne były w tym okresie na ogół nierozumiane i niedoceniane. Popularne komedie pisali m.in.: Antoni Cwojdziński, Adam Grzymała-Siedlecki oraz Włodzimierz Perzyński.

## Krytyka literacka
Pośród krytyków literackich dwudziestolecia międzywojennego na czoło wysuwa się postać Tadeusza Boy-Żeleńskiego, który był również oryginalnym twórcą oraz wybitnym tłumaczem. Jego zasługą był przekład i przyswojenie kulturze polskiej najwybitniejszych dzieł literatury francuskiej. Innymi znanymi krytykami byli m.in. Karol Irzykowski, Antoni Słonimski i Kazimierz Wyka.

## Pisarze i poeci okresu międzywojennego
- Władysław Broniewski (1897-1962)
- Jan Brzechwa (1899-1966)
- Zofia Charszewska (1909-1941)
- Józef Czechowicz (1903-1939)
- Maria Dąbrowska (1889-1965)
- Tadeusz Dołęga-Mostowicz (1898 lub 1900-1939)
- Albin Dziekoński (1892-1940)
- Witold Gombrowicz (1904-1969)
- Bruno Jasieński (1901-1938)
- Jarosław Iwaszkiewicz (1894-1980)
- Juliusz Kaden-Bandrowski (1885-1944)
- Zofia Kossak (1889-1968)
- Maria Kuncewiczowa (1899-1989)
- Jan Lechoń (1899-1956)
- Bolesław Leśmian (1877-1937)
- Józef Mackiewicz (1902-1985)
- Kornel Makuszyński (1884-1953)
- Antoni Marczyński (1899-1968)
- Stanisław Młodożeniec (1895-1959)
- Zofia Nałkowska (1884-1954)
- Ferdynand Antoni Ossendowski (1878-1945)
- Maria Pawlikowska-Jasnorzewska (1891-1945)
- Julian Przyboś (1901-1970)
- Bruno Schulz (1892-1942)
- Antoni Słonimski (1895-1976)
- Leopold Staff (1878-1957)
- Andrzej Strug (1871-1937)
- Julian Tuwim (1894-1953)
- Melchior Wańkowicz (1892-1974)
- Aleksander Wat (1900-1967)
- Józef Weyssenhoff (1860-1932)
- Kazimierz Wierzyński (1894-1969)
- Stanisław Ignacy Witkiewicz (1885-1939)
- Karol Zbyszewski (1904-1990)
- Stefan Żeromski (1864-1925)

## Utwory okresu międzywojennego
- Ferdydurke – Witold Gombrowicz
- Granica – Zofia Nałkowska
- Sklepy cynamonowe – Bruno Schulz
- Dzieci ojczyzny – Maria Dąbrowska
- Sanatorium pod Klepsydrą – Bruno Schulz
- Rok 1794 – Władysław Reymont
- Żywe kamienie – Wacław Berent
- Karmazynowy poemat – Jan Lechoń
- Generał Barcz – Juliusz Kaden-Bandrowski
- Szewcy – Stanisław Ignacy Witkiewicz
- Przedwiośnie – Stefan Żeromski
- O dwóch takich, co ukradli księżyc – Kornel Makuszyński
- Cudzoziemka – Maria Kuncewiczowa
- Noce i dnie – Maria Dąbrowska
- Kariera Nikodema Dyzmy – Tadeusz Dołęga-Mostowicz
- Kordian i cham – Leon Kruczkowski
- Krzyżowcy – Zofia Kossak-Szczucka
- Na tropach Smętka – Melchior Wańkowicz
- Lato leśnych ludzi – Maria Rodziewiczówna
- Srebrne i czarne – Jan Lechoń
- Puszcza jodłowa – Stefan Żeromski
- Pożegnanie jesieni – Stanisław Ignacy Witkiewicz
- Laur olimpijski – Kazimierz Wierzyński
- Dzień jak co dzień – Józef Czechowicz
- Popiół i perły – Kazimiera Iłłakowiczówna
- Europa – Jerzy Braun
- Panny z Wilka – Jarosław Iwaszkiewicz
- Całe życie Sabiny – Helena Boguszewska
- Dziewczęta z Nowolipek – Pola Gojawiczyńska